# Myrina (bướm)
Myrina là một chi bướm ngày thuộc họ Lycaenidae.

## Các loài
- Myrina anettae De Fleury, 1924
- Myrina dermaptera (Wallengren, 1857)
- Myrina sharpei Bethune-Baker, 1906
- Myrina silenus (Fabricius, 1775)
- Myrina subornata Lathy, 1903